# Matías Rojas Delgado
Matías Rojas Delgado (Illapel, 1845 - Santiago de Chile, 1889) fue un ingeniero en minas, periodista y político chileno, siendo alcalde en dos oportunidades de Antofagasta. Rojas Estudió tanto en el famoso Colegio de Minería como en el liceo de Copiapó. Sus padres, Don José Antonio Rojas y Carmen Delgado, conformaron una respetable familia de la localidad de Illapel que se trasladó hacia Copiapó, ciudad que brindaba mejores posibilidades educacionales como laborales.

## Sus inicios
Copiapó fue un centro de fuertes inquietudes ideológicas el Radicalismo chileno hunde sus raíces en esta urbe minera que influyó en Matías Rojas Delgado, principalmente en el ideario de auspiciar la instrucción entre las clases asalariadas. 
Matías Rojas Delgado mostraba una faceta de interés por los desposeídos, detrás de un rostro varonil “de cortes francos que fácilmente cautivaba las simpatías i se ganaba las voluntades”. Sus facciones, si bien no eran elegantes, mantuvieron en el tiempo, un “jesto agridulce” que ocultó malamente una “espresión de bondad inalterable”. La única fotografía suya, revela una vida intensa 
de ajetreos de diversa índole que le acompañaron durante su estada en Antofagasta. Óscar Roberto Fontecilla agrega que en Copiapó mostró un carácter “vivaracho, comunicativo, impaciente, pero perseverante, simpático”, que concitaba la adhesión de sus condiscípulos. 
En Copiapó fundó la Sociedad de Caridad del Liceo de Copiapó, cobijando en su seno a talentosos jóvenes sin los medios pecuniarios a los cuales auxilió hasta la consecución de un título profesional.
Hacia 1863 se trasladó hacia Santiago, matriculándose como estudiante de Matemáticas en el Instituto Nacional. Allí departió con un importante núcleo de jóvenes radicales, desde el año 1865 hasta 1867, figurando Juan de Dios Fontecilla, Ramón Allende Padín, Fanor Velasco, Macario Sierralta, Domingo Gana, y otros más. Junto con otros jóvenes, fundó en Santiago la Escuela Franklin y más tarde “en consorcio con Fanor Velasco i Augusto Orrego Luco fundó en Santiago... el periódico literario Lincoln”, donde dejó huellas de su pluma.
Recibido en la Universidad de Chile con el título de ingeniero de minas retornó a Copiapó en 1867, empleándose como tal en las minas de Chañarcillo y Lomas Bayas, no descuidando lo aprendido en la capital en la Escuela de Artesanos de Santiago “que la instrucción es la palanca que levanta, con la pujanza del brazo, la fortaleza del ánimo i el vigor del propósito a la altura del criterio ilustrado, para ahorrar el inconsciente trabajo mecánico con la sustitución beneficiosa del espíritu instruido”, acota Óscar Fontecilla. En ese predicamento echó las bases de la Sociedad de Instrucción Primaria de Lomas Bayas.
En Copiapó pudo formar su familia, a temprana edad, pues “amaba este pedazo de suelo atacameño con amor filial. Aquí pasó su juventud; 
aquí contrajo matrimonio con una distinguida señorita, aquí constituyó su hogar; i de aquí recogió los primeros triunfos profesionales que le aseguraron un porvenir halagüeño”
Fue la señorita Elvira Cortés, a quien desposó en Copiapó, la que le acompañaría por el resto de su vida. Ella acometió, una vez viuda, los negocios pendientes que dejó su marido. Entre éstos, el cobro judicial de sus servicios profesionales como ingeniero al empresario Lorenzo Bissinger, dueño de unas pertenencias de boratos cerca de Caracoles. La causa iniciada en julio de 1888 fue proseguida en 
1890 pero Elvira Cortés vda. de Rojas, no pudo lograr su cometido. Quedó archivada en noviembre de 1891.

## Miembro de la primera junta municipal
En enero de 1872, Antofagasta apenas se empinaba como ciudad. Tenía 6 años de existencia. Los laboriosos y honrados vecinos estaban espantados por el desarrollo que tomaba la delincuencia: robos, asaltos y asesinatos. 
Con el fin de ordenarla, se convocó a una reunión de ciudadanos, destinada a organizar, conforme a la legislación boliviana, una Junta Municipal. El 25 de ese mes, nació la Municipalidad de Antofagasta. Fueron elegidos nueve munícipes, entre los cuales figuraba Matías Rojas Delgado. Ellos emprendieron una intensa labor de "seguridad ciudadana:' creando para ello un cuerpo de agentes policiales. 
Entre los años 1872 y 1875, don Matíaas figuró como uno de los más entusiastas munícipes de la ciudad. Hay que advertir que las Juntas eran renovadas anualmente, y conforme a una votación popular. 
Por su calidad de extranjero, Matias Rojas debió ser autorizado por el Congreso Nacional de Chile, para ocupar un cargo público en tierras foráneas. igual acuerdo fue tomado en Bolivia, para permitir su permanencia en ese cargo. 
En ese tiempo, el Gobierno boliviano le otorgó el cargo de jefe del Laboratorio Químico-Mineralógico. No obstante, el minero que vivía en el alma de Matias Rojas volvió a la búsqueda de derroteros. 
Junto a Emeterio Moreno, exploró las costas salitreras de Aguas Blancas, y aunque allí explotaron el salitre, los resultados conocimos fueron desastrosos y debieron desistir de sus intentos empresariales.
El inicio del conflicto con Perú y Bolivia, hizo retornar a don Matías a la vida política municipal. Desde 1879 hasta 1888 ocupó el cargo de alcalde de Antofagasta. Esos nueve años edilicios lo transformaron en el hombre que estuvo más cantidad de tiempo en ese cargo durante el siglo XIX. Solo en el siglo XX fue superado por don Maximiliano Poblete, quien ocupó el sillón alcaldicio (1912-1930).
Empero, de acuerdo con las normas vigentes, Antofagasta era una junta municipal dependiente del Concejo Municipal de Cobija que, además, era la cabecera de la Prefectura del departamento. El Concejo Municipal de Cobija, de acuerdo con la ley de 21 de octubre de 1871, en su artículo 3, tenía la “supervigilancia sobre las Juntas Municipales para el cumplimiento del reglamento”
La Junta Municipal organizó las comisiones respectivas, Hacienda y Policía y el establecimiento de una junta de beneficencia el 25 de abril de 1872. Construyó el matadero público, el mercado municipal y el cementerio que fue declarado “laico” en conformidad con la Constitución de Bolivia, provocando una disputa con el cura párroco de la urbe.
Durante aquella época crearon el Cementerio Laico de Antofagasta, este Cementerio fue formado por iniciativa de la Municipalidad y con recursos erogados por el pueblo. Desde un principio fue declarado "laico" y, por esta circunstancia, dio origen a una reclamación que hizo a la Municipalidad, en agosto de 1875, el Cura párroco de este pueblo, don Juan José Pizarro Mendoza, y a cuya reclamación dio respuesta, en forma discreta y atinada, el presidente del Concejo Municipal, don Matías Rojas Delgado, el cual decía en unos de los párrafos de la nota oficial: 
"A1 formar el Cementerio de que se trata, con recursos suministrados por la masa del pueblo, sin distinción de clase ni religión alguna, 
en una época que era de absoluta necesidad y en que ninguna secta religiosa se había establecido públicamente, ni podía, por tanto, reclamar para sí el uso de este Cementerio, el Municipio no tuvo más pensamiento, ni objeto, que proporcionar ese asilo para todos, sin exclusión alguna, cumpliendo así una obra de humanidad y de verdadera religión; y por eso lo declaró de usó confiándole el nombre de "laico" y no católico, protestante o cualquiera otra denominación que encerrara en si alguna exclusión, que el Municipio no podía ni quería hacer, porque, como he dicho, no se proponía otra cosa que cumplir un fin humanitario y de caridad, proporcionando un enterratorio general a la población". 
Y concluía el señor Rojas Delgado, prometiéndole que, en obsequió a la buena armonía que debía existir entre esa Corporación y la 
Iglesia, y deseoso de atender en lo posible los intereses de esta última, se ofrecía, gustoso, a nombre del Municipio, para prestarle toda su cooperación y auxilio a ésta, a fin de que estableciera un Cementerio exclusivamente católico. Pero esta idea no se realizó.
De igual modo, le correspondió establecer el alumbrado público, refaccionar el muelle, arregló las calles, hermoseó la plaza principal, 
denominada desde entonces plaza Colón.
Un informe de mediados de la década de 1870, evacuado por Matías Rojas Delgado, describía el crecimiento de Antofagasta y su hinterland, poniendo de relieve la fuerte ascendencia del elemento chileno en la construcción de la urbe.

## Bombero Matías Rojas
Matías Rojas Delgado fue elegido miembro del directorio del Cuerpo de Bomberos, en el año 1878, ocupando el puesto de vicecomandante. Bajo este directorio el Cuerpo de Bomberos solucionó sus problemas de cuarteles, con el apoyo de la Municipalidad. En 1879 Matías Rojas era Comandante del Cuerpo de Bomberos.
En vida de Matías Rojas Delgado, se contó con la Primera Compañía “Antofagasta” y con la Segunda Compañía “Salvadores y Guardia de propiedad, Cayetano Marietti”, creada el 22 de diciembre de 1880 y la Tercera Compañía Angamos.

## Intervención en la Guerra del Pacífico
Su actividad en el período de la reivindicación del territorio y ocupación militar de Antofagasta, el 14 de febrero de 1879, hasta la creación de la provincia de Antofagasta, en 1888, se centró entre su acción pública en el seno de la municipalidad, la creación de su periódico El Industrial, la redacción de sus escritos históricos sobre la ciudad de Antofagasta y la continuación de su actividad profesional, ahora, en el marco de su ejercicio liberal como ingeniero y empresario.
En tal sentido, es necesario detenerse en algunos acápites de su rica personalidad en estos últimos diez años de su vida.
Destaquemos el hecho de que sobrevenida la ocupación militar de Antofagasta, el 14 de febrero de 1879, en conformidad con la violación del tratado de 1874 por Bolivia, Matías Rojas D., que ostentaba el grado de comandante y vicecomandante del Cuerpo de Bomberos, se alistó en las fuerzas que debían prepararse para la contienda bélica. A ese respecto, le tocó mandar el batallón N.º 1 de guardias nacionales de Antofagasta, que fue la instancia donde se enrolaron todos los ciudadanos chilenos del lugar. Aquello supuso afectar la organización del Cuerpo de Bomberos, en los años siguientes, 1879-1880, lo que se tradujo en la reorganización de la Primera Compañía de Bomberos, el 15 de enero de 1880, siendo nombrado Director Matías Rojas Delgado. Sus integrantes colaboraron con el traslado de los heridos de la batalla de Tacna, en junio de 1880.

## Su vida periodística
El ingeniero y periodista chileno don Matías Rojas Delgado, como redactor de “El Caracolino”, tuvo una brillante actuación y escribió muy 
interesantes artículos sobre la industria minera y salitrera de esta región y sobre varios tópicos de gran interés para la localidad.
En agosto de 1881 apareció “El Industrial”, fundado por el ingeniero don Matías Rojas Delgado.

## Postulación al senado y su muerte
Exitoso en las empresas mineras y en el periodismo, don Matías fracaso en lo político. De alcalde postulo a senador. 
Algunos aseguran que triunfo en las urnas, pero perdió por “secretaria‘.’ Lo cierto es que su vida política culminó como alcalde de Antofagasta. 
A pesar de su derrota política, Rojas encabezó con su firma “una pesentación que los vecinos de Antofagasta le dirigieron n S.E., el Presidente de la República, quejándose de las condiciones en que funcionaba el Correo, el Hospital, la policía y los servicios municipales”. Mención especial se hacía “alza de los impuestos”. 
Antes de terminar el siglo XIX, “El Industrial” informaba lacónicamente:”en Santiago ha muerto Matias Rojas:‘